# Söndagstjärnen, Lappland
Söndagstjärnen är en sjö i Arvidsjaurs kommun i Lappland och ingår i Piteälvens huvudavrinningsområde. Sjön har en area på 0,107 kvadratkilometer och ligger 283 meter över havet.

## Delavrinningsområde
Söndagstjärnen ingår i det delavrinningsområde (732091-168784) som SMHI kallar för Mynnar i 731903-168733. Medelhöjden är 291 meter över havet och ytan är 1,51 kvadratkilometer. Det finns inga avrinningsområden uppströms utan avrinningsområdet är högsta punkten. Vattendraget som avvattnar avrinningsområdet har biflödesordning 3, vilket innebär att vattnet flödar genom totalt 3 vattendrag innan det når havet efter 112 kilometer. Avrinningsområdet består mestadels av skog (93 procent). Avrinningsområdet har 0,11 kvadratkilometer vattenytor vilket ger det en sjöprocent på 7 procent.